# Glacier de la Lex-Blanche
Le glacier de la Lex-Blanche ou glacier de la Lée-Blanche, anciennement glacier de l'Allée Blanche, est un glacier du massif du Mont-Blanc. Lors du Petit âge glaciaire, il descendait jusqu'au lac de Combal, mais il s'est aujourd'hui retiré dans sa vallée.

## Toponyme
En Vallée d'Aoste, une lex (pron. lé), mot d'origine celtique, indique une roche presque perpendiculaire, glissante, se détachant ou non en énormes feuillets, parcourue ou non par l'eau.